# Prva bitka kod Bull Runa
Prva bitka kod Bull Runa, također poznata i kao prva bitka za Manassas, bila je prva važnija kopnena bitka američkog građanskog rata. Vođena je u srpnju 1861. u sjeveroistočnoj Virginiji, nedaleko grada Manassas.
Samo nekoliko mjeseci nakon konfederalnog napada na Fort Sumter, sjevernjačka javnost je zahtijevala vojni marš na Richmond, glavni grad pobunjene južnjačke Konfederacije, što bi donijelo brzi kraj rata. Popustivši pred političkim pritiscima, unionistički brigadni general Irvin McDowell poveo je svoju neiskusnu vojsku preko rijeke Bull Run protiv jednako neiskusne konfederalne vojske pod zapovjedništvom P.G.T. Beauregarda, u blizini željezničkog čvorišta Manassas Junction. McDowellov plan o iznanadnom napadu na lijevo krilo konfederalne vojske nije bio dobro izvršen, ali i Južnjaci, koji su imali sličan plan, nisu dobro započeli napad.
Konfederalna pojačanja pod zapovjedništvom Josepha E. Johnstona stigla su vlakom iz doline Shenandoah, što je promijenilo tijek bitke. Brigada Virginijaca pod zapovjedništvom relativno nepoznatog pukovnika Thomasa J.  Jacksona izdržala je sve sjevernjačke napade, što je Jacksonu donijelo njegov čuveni nadimak "Stonewall (kameni zid) Jackson". Konfederalci su tada započeli snažan protunapad, te dok su se sjevernjački vojnici povlačili, mnogi od njih su počeli panično bježati u smjeru obližnjeg sjevernjačkog glavnog grada Washingtona. Po nasilju i gubitcima na bojištu, obje strane su vidjele da će rat biti puno duži i krvaviji nego što su prvotno mislili.